# فرودگاه سیوداد ریل سنترال
فرودگاه سیوداد ریل سنترال (به انگلیسی: Ciudad Real Central Airport) (به زبان بومی: Aeropuerto Central Ciudad Real) یک فرودگاه خصوصی است . این فرودگاه در کشور اسپانیا قرار دارد و در ارتفاع ۶۳۶ متری از سطح دریا واقع شده‌است.